# إتوري بوريتشيلي
إتـّوري بوريتشيلـّي Ettore Puricelli، (مونتيفيديو، 15 سبتمبر 1916 - روما، 14 مايو 2001)، لاعب كرة قدم إيطالي سابق، ومدرب كرة قدم إيطالي سابق.
بدأ مسيرته الكروية مع نادي سينترال إسبانيول في عام 1937/1938، وفي عام 1938 انتقل إلى نادي بولونيا الإيطالي، ولعب معهم حتى عام 1944، وشارك معهم في 138 مباراة وسجل 87 هدف، وفي عام 1945 انتقل إلى نادي إيه سي ميلان الإيطالي، ولعب معهم حتى عام 1949، وشارك معهم في 114 مباراة وسجل 55 هدف، وفي عام 1949 انتقل إلى نادي ليغنانو الإيطالي، ولعب معهم حتى عام 1951، وشارك معهم في 38 مباراة وسجل 25 هدف.
و قد لعب مع منتخب إيطاليا لكرة القدم مباراة واحدة في عام 1939 وسجل هدف واحد.
و قد بدأ مسيرته التدريبية مع نادي إيه سي ميلان في عام 1954، ودربهم حتى عام 1956، وفي موسم 1956/1957 انتقل إلى تدريب نادي باليرمو، وفي موسم 1959/1960 درب نادي بورتو، وفي موسم 1960/1961 انتقل إلى تدريب نادي سالرنيتانا، وفي موسم 1965/1966 درب نادي أتالانتا، وفي موسم 1967/1968 درب نادي كالياري.

## روابط خارجية
- إتوري بوريتشيلي على موقع قاعدة بيانات كرة القدم.إي يو (الإنجليزية)
- إتوري بوريتشيلي على موقع ناشيونال فوتبول تيمز (الإنجليزية)
- إتوري بوريتشيلي على موقع عالم كرة القدم.نت (الإنجليزية)